# Shadow (노래)
〈Shadow〉는 1981년 7월 프리 레코드를 통해 발매된 잉글랜드의 포스트펑크 밴드 델타 5의 네 번째 싱글이다. 밴드의 유일한 정규 음반인 《See the Whirl》의 싱글로 발매됐으며, 더블 A사이드 싱글로서 〈Leaving〉과 함께 취입됐다. 러프 트레이드 레코드와의 계약 후 2년 동안 세 장의 싱글을 발매했던 델타 5는 음반사와의 여러가지 견해 차이로 인해 새로운 음반사에서 음반을 제작할 것이라고 결심했다. 이후 1981년 초 프리 레코드와 계약한 후 같은 해 4월부터 〈Shadow〉를 포함한 음반에 수록될 노래 작업을 시작하였다.
빠른 템포의 노래인 〈Shadow〉는 델타 5가 작곡하고 애덤 키드론이 프로듀서를 맡았다. 전작 〈Colours〉에 이은 금관악기의 사용이 특징으로, 밤에 홀로 길거리를 걷는 남성이 누군가의 그림자가 계속 자신을 따라오고 있다는 것을 눈치채고, 여성이 동일한 상황에서 겪어왔던 끔찍한 감정을 깨닫는 내용을 담고 있다. 평론가들은 싱글에 엇갈린 반응을 보였으며, 레코드 비즈니스 싱글 차트에서 121위를 기록했다. 2006년 발매된 밴드의 컴필레이션 음반 《Singles & Sessions 1979–81》에 라이브 버전이 수록됐다.

## 배경 및 작업

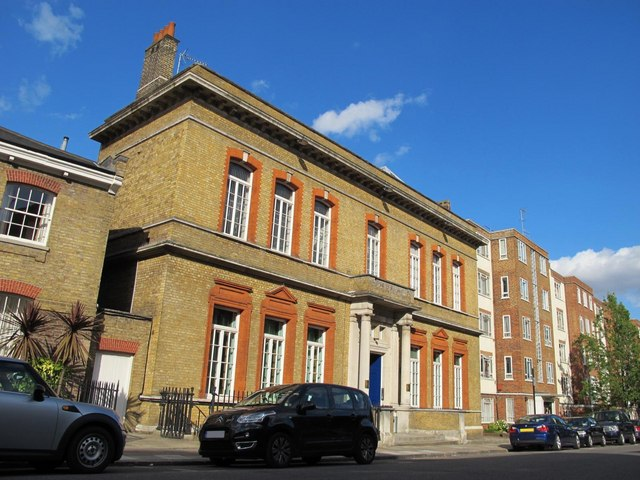
델타 5가 〈Shadow〉를 녹음한 RAK 스튜디오의 사진.

1979년 말 델타 5는 러프 트레이드 레코드와 계약을 맺었다. 밴드는 1979년과 1980년 〈Mind Your Own Business〉와 〈Now That You've Gone〉, 〈Anticipation〉과 〈You〉, 〈Try〉와 〈Colour〉까지 세 장의 더블 A사이드 싱글을 러프 트레이드를 통해 발매했다. 하지만 밴드는 차트에 진입하는 등의 상업적인 목표를 잡은 반면, 러프 트레이드는 발매작에 대한 홍보를 허용하지 않는 원칙이 있었다. 더불어 밴드는 러프 트레이드가 음반을 제작할 때 충분한 재정을 지원하지 않을 것으로 생각했다. 이후 1980년 12월, 델타 5는 최종적으로 러프 트레이드에서 음반을 발매하지 않기로 했고, 크리스마스 직전에 계약을 해지하고 이듬해 초 카리스마 레코드의 신생 산하 레이블인 프리 레코드(Pre Records)와 계약을 맺었다. 음반의 작업은 1981년 4월 런던에 위치한 RAK 스튜디오에서 시작되었으며, 그렇게 완성된 밴드의 유일한 정규 음반 《See the Whirl》은 같은 해 7월 29일 발매됐다.

## 음악
〈Shadow〉는 빠른 템포의 노래로, 델타 5가 작곡하고, 애덤 키드론이 프로듀싱했다. 전작인 〈Colours〉와 마찬가지로 금관악기를 사용했으며, 밴드의 특징인 합창곡처럼 보컬 여러 명이 노래를 부른다. XLR8R의 저스틴 호퍼는 노래를 조이 디비전에 비유했다. 멜로디 메이커의 앨런 존스는 "기타는 미끄러지며 삐걱거리고, 드럼은 금방이라도 무너지기 직전까지 비틀거리며, 키보드의 소용돌이치는 소리와 충돌한다"라고 음악의 사운드를 표현했다.
노래의 가사는 밤에 길거리를 홀로 걷는 남성이 누군가의 그림자가 자신의 뒤를 따라오고 있다는 사실을 눈치채고, 이에 여성이 동일한 상황에서 느껴온 끔찍한 감정을 깨닫는 내용을 담고 있다. 작가 개빈 버트는 "1970년대 후반 공공장소에서의 여성혐오적이고 폭력적인 형태의 젠더 관계가 지속되는 상황에서 〈Shadow〉가 어떻게 반향을 일으켰을지 상상하기 쉽다"라고 노래가 나오게 된 배경을 주목했다. 스타일러스 매거진의 퍼걸 오라일리는 밴드 활동 당시 다른 많은 영국의 포스트펑크 밴드들이 실업, 극우, 나치의 스킨헤드의 위협 등의 암울한 분위기를 반영했고, 〈Shadow〉도 이러한 부류에 해당한다고 보았다. 멜로디 메이커의 애덤 스위팅은 완전히 형식화된 해석을 강요하고 있다고 확신할 정도로 충분한 단어를 들을 수 없다고 설명했다.

## 발매 및 평가
〈Shadow〉는 1981년 7월 프리 레코드를 통해 발매됐다. 밴드의 다른 싱글처럼 더블 A사이드 싱글로서, 다른 사이드에는 《See the Whirl》에는 실리지 않은 〈Leaving〉이 수록되었다. 싱글은 7월 13일자 레코드 비즈니스 싱글 차트에서 121위를 기록했다. 2006년 발매된 밴드의 컴필레이션 음반 《Singles & Sessions 1979–81》에서는 1980년 9월 27일 캘리포니아주 버클리에 위치한 버클리 스퀘어에서의 라이브 버전이 수록됐다.
평론가들은 〈Shadow〉에 엇갈린 반응을 보였다. 존스는 〈Shadow〉를 멜로디 메이커의 이주의 싱글로 선정하면서, "신경계를 맹렬하게 공격하는 이 곡의 충격을 설명하기는 매우 어렵다. 이는 직접 경험해보아야 할 것"이라고 극찬했다. 레코드 미러에서 《See the Whirl》을 평론했던 서니는 싱글 리뷰에서도 "영리하고, 박진감 있으며, 짧고도 말끔하지만 그렇다고 너무 매끈하지도 않은 프로덕션"이 이루어졌다고 호평했다. 사운즈의 베티 페이지는 무뚝뚝한 스타일의 전작과 다른 느낌에 "신선한 바람"이 불었다고 언급하면서 "발이 저절로 움직일 만큼 경쾌하다. 굉장히 간결하다"라고 호평했다.
반면, 뉴욕 로커의 평론가는 "델타 5는 자신들의 그림자를 희생시켰고, 싱글은 빳빳하고 선명하며 방향성"이 없다면서, 〈Leaving〉이 더 낫다고 평가했다. 뉴 뮤지컬 익스프레스의 이언 펜맨은 밴드가 "더 세련된 옷을 입었다"라고 묘사, 이전보다 음악적 디테일이 더욱 정교해지고, 밋밋하게 수사학적이던 사운드의 문제와 씨름하고 있다고 이야기했다. 하지만 "너무 애매하고, 그저 엉망진창의 화살표"라고 덧붙이면서 다른 부분에서 길을 잃었다고 지적했다. 이에 대해 앨런 리그스는 팬맨이 "새 싱글에 대한 요점을 파악하지 못했다. 그저 여자들이 노래하기 때문이라고 생각했다"라고 비판했다. 한편, 같은 잡지에서 《See the Whirl》에 혹평을 남긴 그레이엄 로크는 〈Shadow〉를 좋은 노래라고 지칭하면서도, 이러한 노래조차 가사가 산란하다고 지적했다.
업계지인 뮤직 위크의 토니 재스퍼는 "딱딱한 비트에 트레이드마크인 보컬 하모니를 쌓으며 너무 일찍 끝"났지만, 인디펜던트 시장과 차트에서 좋은 성적을 보일 것이라고 예상했다. 존 필은 라디오 방송에서 〈Shadow〉에 대해 "아마도 몇 번 듣고 나면 이전 싱글처럼 사랑하는 법을 배울 수 있을 것"이며, "여태까지 [밴드의 노래 중] 가장 매력적이지 않지만, 여전히 방송에서 틀 가치가 있다"라고 발언했다.

## 트랙 리스트
1. Shadow – 2:30
2. Leaving – 2:45

## 참여진
| - 델타 5 - 앨런 릭스 – 기타 - 로스 알렌 – 베이스, 보컬 - 베선 피터스 – 베이스, 보컬 - 줄즈 세일 – 기타, 보컬 - 켈빈 나이트 – 드럼 | - 애덤 키드론 – 프로듀서 - 마이클 J 맥어보이 – 타악기 편곡 - 스티브 시드웰 – 호른 - 존 시드웰 – 호른 - 스티브 비숍 – 호른 |

## 차트
| 차트 (1981년)               | 최고 순위 |
| --------------------------- | --------- |
| 영국 싱글 (레코드 비즈니스) | 121       |

## 주해
1. ↑  작가 조지 기마크는 〈Shadow〉가 7월 15일 발매됐다고 주장했다.[18] 반면 레코드 비즈니스의 7월 6일호 "New Singles" 섹션에는 7월 10일과 13일에 발매되는 싱글 목록에 〈Shadow〉가 언급돼 있으며,[19] 7월 13일자 싱글 차트에도 순위에 올랐다.[20]
2. ↑  〈Leaving〉은 《See the Whirl》엔 수록되지 않았지만, 델타 5는 1980년 9월 필 세션을 진행할 당시 〈Leaving〉을 녹음한 적이 있었다.[21]

### 참고 자료
- 릭스, 앨런 (2005년 10월). 《Delta 5》 (부클릿). 델타 5. 킬 록 스타스. KRS415. 2023년 7월 10일에 원본 문서에서 보존된 문서. 2024년 2월 18일에 확인함 – 밴드캠프 경유.
- 던힐, 션; 킨, 제이슨 (1980년 11월). “DELTΔ 5: We're all ready when you are!”. 《터미널!》. 1권 1호. 3쪽. 2024년 3월 31일에 확인함 – 인터넷 아카이브 경유.
- 노이어, 폴 두 (1981년 9월 5일). “Nibbling the Bottom of the Real World”. 《뉴 뮤지컬 익스프레스》. 8쪽. ISSN 0028-6362.
- 스테판; 조지 (1981년 3월). “Delta 5 INTERVIEW”. 《스펙스》 (독일어). 18쪽. ISSN 0178-6830.
- 그레이블, 리처드 (1981년 2월 28일). “INDIES EXPOSURE: A crime or a cry for help?”. 《뉴 뮤지컬 익스프레스》. 17쪽. ISSN 0028-6362.
- 세일, 줄즈 (1981년 여름). “A Letter from Delta 5”. 《울 시티 로커》. 14호. 6–7쪽.
- 매케이, 사이먼 (1981년 7월). “Delta 5” (PDF). 《이센트릭 슬리브 노츠》. 1호. 8–9쪽. 2024년 2월 17일에 원본 문서 (PDF)에서 보존된 문서. 2024년 4월 1일에 확인함.
- 기마크, 조지 (2005년). 《Punk Diary: The Ultimate Trainspotter's Guide to Underground Rock, 1970–1982》. 샌프란시코: 백비트 북스. ISBN 0879308486. (가입 필요).
- 플레처, 토니 (1981년 8월). “DELTA 5: See the Whirl”. 《더 페이스》. 16호. 51쪽. ISSN 0263-1210.
- 《Shadow》 (싱글). 델타 5. 프리 레코드. 1981년. PRE 16.
- 서니 (1981년 7월 25일). “Girls at our best”. 《레코드 미러》. 28권 30호. 12쪽. ISSN 0144-5804.
- 호퍼, 저스틴 (2006년 3월). “Delta 5 Singles & Sessions 1979-81”. 《XLR8R》. 95호. 76쪽. ISSN 1526-4246. 2024년 9월 16일에 원본 문서에서 보존된 문서. 2024년 9월 16일에 확인함.
- 존스, 앨런 (1981년 7월 25일). “Going Indian over Delta 5”. 《멜로디 메이커》. 56권 30호. 27쪽. ISSN 0025-9012.
- 서니 (1981년 7월 18일). “Delta's Belter” (PDF). 《레코드 미러》. 14쪽. ISSN 0144-5804. 2024년 2월 18일에 원본 문서 (PDF)에서 보존된 문서. 2024년 3월 31일에 확인함 – worldradiohistory 경유.
- 오라일리, 퍼걸 (2006년 1월 27일). “Delta 5: Singles and Sessions 1979-81”. 《스타일러스 매거진》. 2006년 3월 29일에 원본 문서에서 보존된 문서.
- 버트, 개빈 (2022년). 《No Machos or Pop Stars: When The Leeds Art Experiment Went Punk》. 더럼: 듀크 대학교 출판부. ISBN 9781478016007.
- 스위팅, 애덤 (1981년 8월 1일). “The almost famous 5”. 《멜로디 메이커》. 56권 31호. 15쪽.
- “New Singles” (PDF). 《레코드 비즈니스》. 3권 16호. 1981년 7월 6일. 16, 19쪽. ISSN 0144-0691. 2023년 4월 20일에 원본 문서 (PDF)에서 보존된 문서. 2024년 9월 16일에 확인함 – WorldRadioHistory 경유.
- “Bubbling Under” (PDF). 《레코드 비즈니스》. 3권 17호. 1981년 7월 13일. 7쪽. ISSN 0144-0691. 2024년 5월 20일에 원본 문서 (PDF)에서 보존된 문서. 2024년 9월 15일에 확인함 – WorldRadioHistory 경유.
- 가너, 켄 (2007년). 《The Peel Sessions》. 런던: BBC 북스. ISBN 9781846073267. (가입 필요).
- 《Singles & Sessions 1979–81》 (CD). 델타 5. 킬 록 스타스. 2006년. KRS415CD.
- 페이지, 베티 (1981년 7월 18일). “Singles”. 《사운즈》. 32–33쪽. ISSN 0144-5774.
- “Singles & E.P.'S”. 《뉴욕 로커》. 43호. 1981년 10월. 23–24쪽. OCLC 8150713.
- 펜맨, 이언 (1981년 7월 18일). “Singles”. 《뉴 뮤지컬 익스프레스》. 17–18쪽. ISSN 0028-6362.
- 로크, 그레이엄 (1981년 8월 1일). “This is the mundane whirl that they're talkin' about”. 《뉴 뮤지컬 익스프레스》. 29쪽. ISSN 0028-6362.
- 재스퍼, 토니 (1981년 7월 4일). “Select Singles” (PDF). 《뮤직 위크》. 16쪽. ISSN 0265-1548. 2024년 4월 30일에 원본 문서 (PDF)에서 보존된 문서. 2024년 9월 15일에 확인함 – WorldRadioHistory 경유.
- 필, 존 (1981년 6월 22일). 〈John Peel Show〉. 《존 필 쇼》. BBC. BBC 라디오 1.
- 필, 존 (1981년 7월 30일). 〈John Peel Show〉. 《존 필 쇼》. BBC. BBC 월드 서비스.